# Fusilamientos de San Miguel de la Barreda
Los fusilamientos de San Miguel de la Barreda ocurrieron en la madrugada del 5 de noviembre de 1937 en San Miguel de la Barreda, lugar de Siero (Asturias), en el marco de la guerra civil española, cuando 18 vecinos procedentes de Siero, Oviedo y Noreña, la mayoría de entre 20 y 30 años, fueron sacados del palacio del Rebollín donde estaban detenidos y se encontraba la IV Brigada Navarra sublevada al mando de Camilo Alonso Vega, y fueron trasladados por elementos falangistas a San Miguel de la Barreda, siendo fusilados y arrojados a dos pozos con todas sus pertenencias. Ninguno de los fusilados era miembro de organizaciones políticas o sindicales, ni había destacado durante la guerra en Asturias antes de ser ocupada por las tropas franquistas. Durante décadas, familiares y vecinos colocaron en los pozos convertidos en fosas todos los meses de noviembre flores como recuerdo, a pesar de que miembros de Falange durante muchos años mantuvieron en esas fechas vigilada la zona para impedirlo, llegando incluso a disparar y herir a algún familiar de los fusilados. El lugar, propiedad privada, fue adquirido en 2011 por el Consejo de Gobierno del Principado de Asturias como lugar de la memoria histórica.

## Víctimas
Los fusilados fueron: Genaro Estévez Paja, Ángel Gutiérrez Ros, Etelvino Rodríguez Mencía, Manuel Martínez Pozuelo, José Antonio Cancio Villar, Jesús Blanco Alonso, Antonio Suárez García, Calixto Alonso Álvarez, Herminio Fombona Antuña, Justo Cuervo Balbona, Cecilio Curieses Álvarez, Marcelino Curieses Álvarez, Arturo Suárez Santirso, Buenaventura Iglesias, Herminio Colunga, Julio Montero, Ezequiel Rodríguez y Luis «El Contable».